# Михайлов, Александр Алексеевич (режиссёр)
Александр Алексеевич Михайлов (род. 1 января 1951, Бийск, Алтайский край) — театральный режиссер, педагог, профессор режиссуры и актерского мастерства , заслуженный деятель искусств РФ.

## Биография
Родился в актёрской семье, отец — Алексей Тимофеевич Михайлов, мать — Эсфирь Матвеевна Гермаш, заслуженная артистка РСФСР, выпускники театральной студии (руководитель А. Г. Крамов и В. Аристов) харьковского русского драматического театра им. А. Пушкина.
Школу закончил в Могилёве.
В 1973 году окончил факультет физико-математических и естественных наук Университета дружбы народов им. П. Лумумбы. В университетском студенческом театре «Дружба» (руководитель Виталий Музиль) проявил интерес к режиссуре, поставил спектакль «Лошадь Пржевальского» М. Шатрова.
По окончании университета работал инженером в НИИ во Фрязино, служил в армии, руководил любительским театром в Харькове.
В 1980 году окончил Харьковский институт искусств им. И. П. Котляревского, режиссерский курс Анатолия Литко и заслуженного артиста РСФСР Всеволода Цветкова. Дипломные спектакли поставил в Харьковском ТЮЗе и в Днепропетровском украинском музыкально-драматическом театре им. Т. Шевченко.
В 1980—1985 годы — режиссер-постановщик Днепропетровского украинского музыкально-драматического театра имени Т. Г. Шевченко.
В 1985—1987 годы — режиссер-стажер Московского академического театра им. В. Маяковского, руководитель стажировки Андрей Гончаров.
С 1987 года — главный режиссер Орловского областного театра юного зрителя, в 1990 году предложил дать театру новое название — Орловский государственный театр для детей и молодежи «Свободное пространство». С 1992 по 2017 год — художественный руководитель театра. В это время театр активно развивался, много гастролировал в стране и за рубежом. В 1996 году спектакль «Белый клык» открыл международный фестиваль, посвященный Всемирному конгрессу АССИТЕЖ (Международная ассоциация театров для детей и молодежи) в Ростове-на-Дону, собравший участников из 60 стран мира, дважды гастролировал в США и Испании. В 2010 году спектакль «Алкеста» открыл 14-й международный театральный фестиваль «Драмы Древней Греции» на Кипре. Спектакли в постановке А. А. Михайлова награждались дипломами международных театральных фестивалей в России (фестивали «Реальный театр»; «Царь-сказка», Великий Новгород; «Радуга», Санкт-Петербург; «Молодой театр», Воронеж), Испании, Литве (фестивали «Отражения», «Sankryza»), Израиле, Украине (фестивали «Мельпомена Таврии», «Мария», «Курбалесия»), Польше (Фестиваль четырех культур), Германии («Мост»), Турции, Кипре (фестиваль Драмы Древней Греции"), Белоруссии («Мартконтакт»), Киргизии.
В орловском ТЮЗе в 1988 году поставил пьесу Михаила Булгакова «Адам и Ева»). Спектакль был показан на фестивале, посвященном 100-летию М. Булгакова в Киеве в 1992 году, где режиссер получил премию «За лучшую режиссуру», а исполнитель роли Маркизова В. Крашенинников — «За лучшую мужскую роль». В 2012 году за постановку мюзикла «Биндюжник и Король» Михайлов получил премию «Скрипач на крыше» Федерации еврейских общин России в номинации «Театр»
С 2010 по 2017 год — основатель и директор международного театрального фестиваля камерных и моноспектаклей «Ludi» в Орле.
В 2005—2012 годах — член жюри Всероссийского фестиваля театрального искусства для детей и Российской национальной театральной премии «Арлекин».
С 1996 по 2017 год преподавал в Орловском государственном институте культуры и искусств, где выпустил три актерских курса, получил ученое звание профессора мастерства актера и режиссуры (2007). Среди учеников — артисты Дмитрий Ермак (Зайцев), Максим Заусалин, Сергей Ставский, Сергей Пузырев (режиссер, художественный руководитель театра «Свободное пространство»), Валерия Жилина, Сергей Горбачев, Юлия Головина, Инга Алейникова, Ирина Агейкина, Елена Симонова.
С 2017 года работает как независимый режиссер и педагог в Израиле.

## Основные постановки

### Харьковский театр для детей и юношества
- 1979 — «Остров сокровищ» М. Рощина
- 2018 — «Кот против Людоеда» А. Михайлова

### Днепропетровский украинский театр им. Т. Г. Шевченко
- 1980 — «Кафедра» В. Врублевской
- 1980 — «С любовью не шутят» П. Кальдерона
- 1982 — «Энергичные люди» В. Шукшина
- 1983 — «Двое на качелях» У. Гибсона
- 1984 — «Моя дорогая Памела» Дж. Патрика
- 1985 — «Печка на колесе» Н. Семеновой

### Орловский государственный театр для детей и молодежи «Свободное пространство»
- 1987 — «Любовь к одному апельсину» В. Синакевича
- 1988 — «Адам и Ева» М. Булгакова
- 1989 — «Кандид» муз. Б. Киселева, инсценировка А. Михайлова, стихи О. Муратовой («Кандид»[9])
- 1990 — «Сны Евгении» А. Казанцева
- 1991 — «Великая война Рикки-Тикки-Тави» Р. Киплинга, пьеса А. Иванова, А. Михайлова
- 1992 — «Лекарь поневоле» Мольера
- 1993 — «Ундина» Ж. Жироду
- 1993 — «Женитьба Бальзаминова» А. Н. Островского
- 1993 — «Антигона» Ж. Ануя
- 1994 — «Белый Клык» Д. Лондона, либретто А. Михайлова, муз. Б. Киселёва[10]
- 1994 — «Ромео и Джульетта» У. Шекспира
- 1995 — «Добрый человек из Сычуаня» Б. Брехта
- 1995 — «Тринадцатая звезда» В. Ольшанского
- 1995 — «Песня о Бумбараше» Ю. Кима, В. Дашкевича
- 1997 — «Тойбеле и ее демон» И. Б. Зингера, И. Фридман
- 1997 — «Стойкий оловянный солдатик» Х. К. Андерсена, муз. С. Баневича
- 1999 — «Банкрот!» А. Н. Островского
- 1997 — «Рождественская история» М. Бартенева, А. Усачева
- 1999 — «Вестсайдская история» Л. Бернстайна, А. Лорентса
- 2000 — «Последние» М. Горького
- 2001 — «Много шума из ничего» У. Шекспира
- 2002 — «Лови удачу, Жеспер!» Г. Янковьяк
- 2003 — «Раба своего возлюбленного» Л. де Вега[11]
- 2002 — «Доктора!» А. Чехова ([12]
- 2003 — «Валентинов день» И. Вырыпаева
- 2004 — «Оскар и Розовая Дама» Э.-Э. Шмитта
- 2005 — «Зеленая птичка» К. Гоцци
- 2007 — «Тартюф» Ж. Б. Мольера
- 2008 — «Трехгрошовая опера» Б. Брехта (Трёхгрошовая мораль([13])
- 2009 — «Любофф» М. Шизгал ([14]
- 2010 — «Алкеста» Еврипида, муз. И. Хрисаниди
- 2008 — «Мой легионер» К. Драгунской
- 2010 — «Марьино поле» О. Богаева[15]
- 2010 — «Алые паруса» М. Дунаевского, М. Бартенева, А. Усачева
- 2011 — «Наташина мечта» Я. Пулинович
- 2012 — «Биндюжник и Король» А. Журбина, А. Эппеля[16][17]
- 2015 — «Художник и Любовь» Е. Балакина
- 2014 — «Ханума» Г. Цагарели, Г. Канчели
- 2015 — «Тиль» Г. Горина, Г. Гладкова[18]
- 2015 — «Были слезы больше глаз» М. Цветаевой
- 2016 — «Веселые жены Виндзора» У. Шекспира
- 2017 — «Люди Ламанчи» Д. Вассермана, М. Ли[19][20][21]

#### Калифорнийский театральный центр (Саннивейл, США)
- 1990 — «Золушка» Гейл Корнелисон
- 1994 — «Ромео и Джульетта» У. Шекспир

### Ярославский театр юного зрителя
- 2005 — «Стойкий оловянный солдатик» муз. С. Баневича, по сказке Х. К. Андерсена
- 2006 — «Много шума из ничего» У. Шекспира

### Театральная драматическая студия Нисан-Натив (Израиль)
- 2015 — «Попкорн» Бен Элтон
- 2017 — «Доктора!» А. П. Чехова

### «Другая опера» (Израиль)
- 2016 — «Сокол» Д. Бортнянского
- 2017 — «Сначала музыка, потом слова» А. Сальери

### Театр «Лестница» (Израиль)
- 2018 — «И обнимет меня нездешнее чудо» по произведениям Б. Шагал и М. Шагала, инсценировка А. Михайлова
- 2023 — «Время надежды» Л. Клоца, сценарий А. Михайлова[22]

### Свободная театральная мастерская (Израиль)
- 2018 — «Мендель-букинист» С. Цвейга, инсценировка А. Михайлова[23]
- 2022 — «Где бы мы ни причалили» Н. Тэффи, инсценировка А. Михайлова[24]
- 2023 — «Наташина мечта» Я. Пулинович[25]
- 2024 — "Девятая планета" Алекс Гермаш (Александр Михайлов)

#### Отдельные постановки
- 1987 — «Сегодня праздник» А. Б. Вальехо, Театр-студия Киноактера, Москва
- 1986 — «Завтрак с неизвестными» В. Дозорцева, Горького академический театр драмы им. М. Горького, Ростов-на-Дону
- 1999 — «На всякого мудреца довольно простоты» А. Н. Островского, Калифорнийский государственный университет Монтерей-Бей], США
- 2000 — «Дверь в смежную комнату» А. Эйкбурна, Магнитогорский драматический театр им. А. С. Пушкина
- 2000 — «Любовь к одному апельсину» В. Синакевича Новосибирский академический молодёжный театр «Глобус»[26]
- 2010 — «Холопка-парижанка» Н. Стрельникова, Днепропетровский академический театр оперы и балета
- 2012 — «Тойбеле и ее демон» И. Б. Зингера, И. Фридман, Харьковский академический драматический театр
- 2014 — «Костюмер» Р. Харвуда, Орловский государственный академический театр имени И. С. Тургенева[27]
- 2017 — «Не верьте господину Кафке!» З. Сагалова, театр «Три линии», Иерусалим
- 2018 — «Загадочные вариации» Э.-Э. Шмитт, Владимирский академический театр драмы
- 2018 — «За голубым китом», пьеса А. Михайлова по произведениям В. Некипелова и Н. Комаровой, театр «Тарантас», Иерусалим
- 2022 — «Принцесса Бублик» М. Войтышко, театр «Кумкум»[28], Иерусалим

#### Награды
- Заслуженный деятель искусств РФ (1998) — «За заслуги перед государством, большой вклад в укрепление дружбы и сотрудничества между народами, многолетнюю плодотворную деятельность в области культуры и искусства»[29].
- Знак ордена Александра Невского «За труды и отечество» III степени[30].
- Премия «Скрипач на крыше» Федерации еврейских общин России, номинация «Театр» (2012 год), за постановку мюзикла «Биндюжник и Король»[31][7].
- Премия «За лучшую режиссуру» на фестивале, посвященном 100-летию М. А. Булгакова (Киев, 1991) за спектакль «Адам и Ева»[6].
- Гран-при театрального международного фестиваля «Отражение» в Висагинасе в Литве (2013)[32].
- Гран-при театрального международного фестиваля «Ludi» (Орел, 2016)[33].